# Bizeneuille
 Bizeneuille  es una población y comuna francesa, situada en la región de Auvernia, departamento de Allier, en el distrito de Montluçon y cantón de Hérisson. Una de sus principales atracciones turísticas es el famoso agujero de Bizeneuille.

## Demografía
| 451 | 442 | 350 | 343 | 292 | 287 |
| Para los censos de 1962 a 1999 la población legal corresponde a la población sin duplicidades (Fuente: INSEE [Consultar]) |     |     |     |     |     |